# آرامی یهودی بابلی

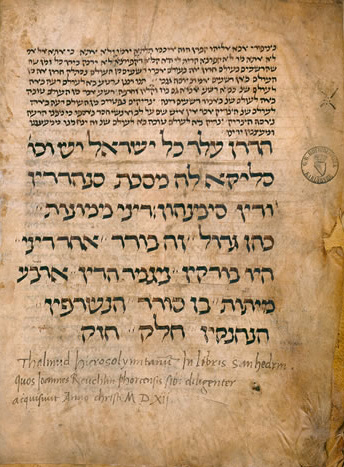
یک صفحه از تلمود

آرامی یهودی بابلی یکی از ۳ لهجه ادبی زبان آرامی شرقی است.این زبان در اصل زبان کتاب تلمود بابلی است.